# David Beck
David Beck (o Beek) (25 de mayo de 1621, Delft - 20 de diciembre de 1656, La Haya) fue un pintor de retratos de la Edad de Oro neerlandesa.

## Biografía

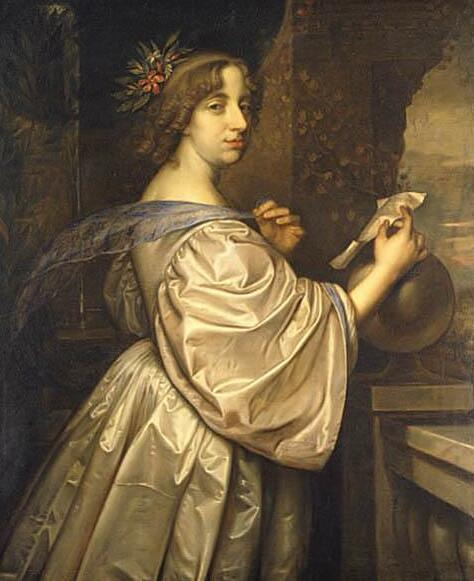
Retrato de la reina Cristina de Suecia, por David Beck.

Su nombre le fue dado en recuerdo de un tío del pintor, un conocido poeta de Arnhem. Beck fue el hijo de un maestro de escuela de Delft, donde aprendió pintura con  Phillip Brown, un destacado pintor de retratos en los Países Bajos. A finales de 1640 se trasladó a Londres para unirse al estudio de Anton van Dyck como alumno y ayudante, pero tuvo poco tiempo para aprender del mismo Van Dyck dado que éste cayó enfermo y murió en 1641. Beck tenía la libertad de mano y disposición, es decir, la rapidez de ejecución por la que Van Dyck fue tan notable, tanto que cuando Carlos I de Inglaterra observó la manera expedita de la pintura de Beck, exclamó: "¡Fe! Beck, te creo capaz de pintar cabalgando" y le pidió que enseñara a sus hijos a dibujar.
Enseñó dibujo a Carlos II de Inglaterra y sus hermanos Jacobo II de Inglaterra y Henry Stuart, duque de Gloucester. Tras el estallido de la guerra civil inglesa, que finalmente llevó a la ejecución de su patrón Carlos I, Beck salió de Inglaterra trasladándose por las cortes de Europa. En 1647, fue nombrado pintor de retratos y ayuda de cámara de la reina Cristina de Suecia en Estocolmo, y ejecutó los retratos de la mayoría de los soberanos de Europa para adornar su galería. Christina lo envió de gira por las cortes europeas, al parecer también con fines políticos. Se unió a su corte de nuevo en Roma en 1653y  la siguió a Francia en 1656. Pidió permiso para dejar su compañía a fin de visitar a su familia y amigos en los Países Bajos, lo cual, de acuerdo con Houbraken, era contrario a los deseos de la reina. Su muerte en La Haya ese mismo año se sospechó que fuese debida a un envenenamiento.